# Felbinac
Il felbinac (chiamato anche acido 4-bifenilacetico) è un farmaco avente proprietà antinfiammatoria. Appartiene alla classe degli acidi arilpropionici.

## Proprietà farmacologiche
Il felbinac è uno dei metaboliti del fenbufene, e come quest'ultimo possiede proprietà antinfiammatorie ed analgesiche.

## Farmacocinetica
In uno studio effettuato su pazienti affetti da osteoartrosi dopo applicazione locale di felbinac gel tre volte al dì (per periodi variabili da 14 a 42 giorni) vennereo determinate le concentrazioni del farmaco sia a livello plasmatico che di altri tessuti.
Le concentrazioni più elevate di felbinac furono misurate nella cute (1497-13939 ng/g). I livelli del farmaco nelle altre strutture valutate risultarono decisamente inferiori: membrana sinoviale (36-994 ng/g), sinovia (104-768 ng/ml), tendine (meno di 10-197 ng/g), cartilagine (meno di 10-109 ng/g), tessuto muscolare (12-101 ng/g), e sottocute (16-97 ng/g).

## Tossicità
Il valore della DL50 nel ratto è di 164 mg/kg per os.

## Indicazioni terapeutiche e posologia
Il felbinac viene utilizzato nel trattamento locale sintomatico di lesioni traumatiche, anche di tipo sportivo.

Il farmaco viene applicato topicamente (gel al 3%) 2-4 volte al giorno. La quantità di gel da applicare non dovrebbe superare i 25 g al giorno, indipendentemente dalle dimensioni e dal numero delle aree da trattare.
Il farmaco è stato anche utilizzato nel trattamento del dolore associato ad osteoartrosi ed alla artrite reumatoide.
In una review del 1994 era stato osservato che l'efficacia del felbinac per uso topico era equivalente a quella dell'ibuprofene per via orale nel trattamento dei traumi dei tessuti molli ed a quella dell'ibuprofene o del fenbufen per os nel dolore da lieve a moderato associato ad osteoartrite.

## Effetti collaterali
In pazienti che hanno utilizzato il gel al 3% sono state osservate lievi reazioni locali quali eritemi, dermatiti, prurito generalmente a risoluzione spontanea.
Sono stati segnalati anche casi di broncospasmo o difficoltà respiratoria.

## Controindicazioni e precauzioni d'uso
Il felbinac in gel deve essere applicato solo su cute integra e va accuratamente evitato il contatto con le mucose e con gli occhi.
 
È necessario evitare l'utilizzo del farmaco in pazienti con ipersensibilità accertata al principio attivo o ad uno dei suoi componenti oppure a pazienti nei quali l'aspirina o i FANS possono scatenare fenomeni allergici quali attacchi d'asma, orticaria o riniti acute.